# 1841 en mathématiques
Cet article présente les faits marquants de l'année 1841 en science.

## Évènements
- Le mathématicien allemand Karl Weierstrass prouve le théorème de Laurent dans son article, Darstellung einer analytischen Function einer complexen Ver ̈anderlichen, deren absoluter Betrag zwischen zwei gegebenen Grenzen liegt[1].

## Naissances
- 30 janvier : Sam Loyd (mort en 1911), mathématicien et compositeur de casse-tête numériques et logiques américain.
- 25 août : Leo Pochhammer (mort en 1920), mathématicien prussien.
- 2 septembre : Hermann Laurent (mort en 1908), mathématicien français.
- 24 octobre : Ladislas Folkierski (mort en 1904), ingénieur et mathématicien polonais naturalisé français.
- 26 octobre : Theodor von Oppolzer (mort en 1886), mathématicien et astronome autrichien.
- 1er novembre : Charles-Ange Laisant (mort en 1920), mathématicien et homme politique français.
- 20 novembre : Victor D'Hondt (mort en 1901), juriste et mathématicien belge.
- 25 novembre : Ernst Schröder (mort en 1902), mathématicien allemand.

## Décès
- 19 février : Jean-Vincent-Yves Degland (né en 1773), médecin, biologiste et mathématicien français.